# Erechthias trichalca
Erechthias trichalca is een vlinder uit de familie van de echte motten (Tineidae). De wetenschappelijke naam van de soort is voor het eerst geldig gepubliceerd in 1936 door Meyrick als Decadarchis trichalca.